# Georg von Waldersee (Offizier, 1860)
Georg Friedrich Wilhelm Graf von Waldersee (* 1. September 1860 in Brandenburg an der Havel; † 7. September 1932 in Ivenack) war ein preußischer Generalleutnant.

## Leben

### Herkunft
Er war der Sohn von Georg Graf von Waldersee (1824–1870) und dessen Ehefrau Laura, geborene von Knoblauch (1836–1904) sowie ein Neffe des preußischen Generalfeldmarschalls und Generalstabschefs Alfred Graf von Waldersee.

### Militärkarriere
Seine Schulzeit verbrachte er auf der Ritterakademie Brandenburg, u. a. mit Ulrich von Waldow. Im Verlauf seiner eigentlichen Militärkarriere war Waldersee am 22. April 1905 Chef des Stabes von Moritz von Bissing beim VII. Armee-Korps in Münster. Ende Januar 1907 wurde er nach Ludwigslust in das 1. Großherzoglich Mecklenburgische Dragoner-Regiment Nr. 17 versetzt. Ab 1909 fungierte Waldersee als Regimentskommandeur. Zum 1. April 1911 folgte seine Ernennung zum Kommandeur der 3. Kavallerie-Brigade sowie am 22. März 1912 seine Beförderung zum Generalmajor.
Waldersee wurde 1913 Oberquartiermeister im Großen Generalstab in Berlin. Außerdem war er Mitglied der Kavallerie-Kommission. Er drängte gegenüber der Reichsregierung wiederholt auf einen Präventivkrieg gegen Russland und Frankreich, etwa in einem Memorandum vom Mai 1914. Nach Ansicht von Annika Mombauer stand er während der Julikrise in ständigem Kontakt mit dem deutschen Außenministerium, obwohl er dies zu Lebzeiten abgestritten hatte.
Als der Erste Weltkrieg ausbrach, wurde Waldersee zu seiner großen Enttäuschung als Chef des Stabes in der 8. Armee in den Osten versetzt. Nach dem Krieg äußerte er, dass sein Fachwissen, als jemand, der die Aufmarschpläne im Westen mitentwickelt habe, dort gefehlt habe. Vermutlich war Waldersee aber auch wesentlich an Moltkes Entscheidung beteiligt, den Osten von Anfang an zu verteidigen, was im ursprünglichen Schlieffen-Plan nicht vorgesehen war. Nach der verlorenen Schlacht bei Gumbinnen wurde Waldersee bereits am 22. August 1914 zusammen mit seinem Chef Maximilian von Prittwitz und Gaffron entlassen. Später wurde er Gouverneur von Sewastopol und beendete den Krieg als Generalleutnant. 
Von Waldersee beauftragte nach dem Krieg den Archivar Heinrich Otto Meisner, eine auf Tagebüchern und Korrespondenzen seines Onkels Alfred von Waldersee (1832–1904) basierende Biografie zu schreiben. Das dreibändige Werk erschien 1922/23.
Waldersee war Rechtsritter des Johanniterordens.

### Familie
Waldersee war verheiratet mit Elisabeth Bertha Marie Karoline Adolfine Auguste Freiin von Maltzahn (1864–1941 Tochter des Reichstagsabgeordneten Adolf von Plessen, Graf von Plessen, Majoratsherr auf Ivenack, und dessen Ehefrau Elisabeth, geborene von Meyerinck).
Aus der Ehe gingen zwei Töchter hervor:
- Edelgard Laura Elisabeth (* 16. Juli 1891; † 16. Oktober 1981)

⚭  1920 Gustav, Prinz von Schönaich-Carolath, ein Sohn des Schriftstellers Emil von Schoenaich-Carolath
- Magdalene Asta Pauline (* 9. Februar 1893; † 6. Mai 1945)

⚭ 1913 Albrecht Freiherr von Maltzahn, Graf von Plessen, ihr direkter Cousin, gemeinsamer Suizid am 6. Mai 1945 in Ivenack